# اماجاری
اماجاری (به پرتغالی: Amajari) یک سکونتگاه مسکونی در برزیل است که در رورایما واقع شده‌است.

## خصوصیات
اماجاری ۲۸٬۴۷۲ کیلومترمربع مساحت و ۷٬۹۸۰ نفر جمعیت دارد و ۱۰۰ متر بالاتر از سطح دریا واقع شده‌است.